# Aethomys namaquensis
Aethomys namaquensis је врста глодара из породице мишева (лат. Muridae). 

## Распрострањење
Ареал врсте Aethomys namaquensis обухвата већи број држава. Присутна је у следећим државама: Замбија, Зимбабве, Јужноафричка Република, Ангола, Боцвана, Лесото, Малави, Намибија и Свазиленд.

## Угроженост
Ова врста је наведена као последња брига, јер има широко распрострањење и честа је врста.